# Église Saint-Nicolas de Kamenki
L'église Saint-Nicolas (Церковь Николая Чудотворца) est une église orthodoxe située en Russie dans le village de Kamenki (raïon de Bogorodsk) de l'oblast de Nijni Novgorod. Elle dépend du doyenné de Bogorodsk de l'éparchie de Nijni Novgorod.

## Histoire
L'église est construite à la fin du XVIIIe siècle et les travaux se terminent en 1813. Elle est dédiée à sainte Sophie. Elle est desservie alors par deux ou trois prêtres et un diacre, ce qui est rare pour une paroisse rurale. Une chapelle est construite en 1818 à l'emplacement de la sépulture du constructeur de l'église, Piotr Dmitriev. Elle est dédiée à sainte Sophie. L'église est fermée et vandalisée en 1938 et sert ensuite de garage pour les tracteurs et les machines agricoles du kolkhoze.
La paroisse de Kamenki renaît de ses cendres en 2005, placée sous le patronage de saint Nicolas, et est rattachée au doyenné de Bogorodsk de l'éparchie de Nijni Novgorod. Jusqu'à la fin des travaux, le culte se tient dans une maison de prière du village. En 2009, des murs sont posés à la place des portes de garage et des fenêtres sont insérées dans le porche.

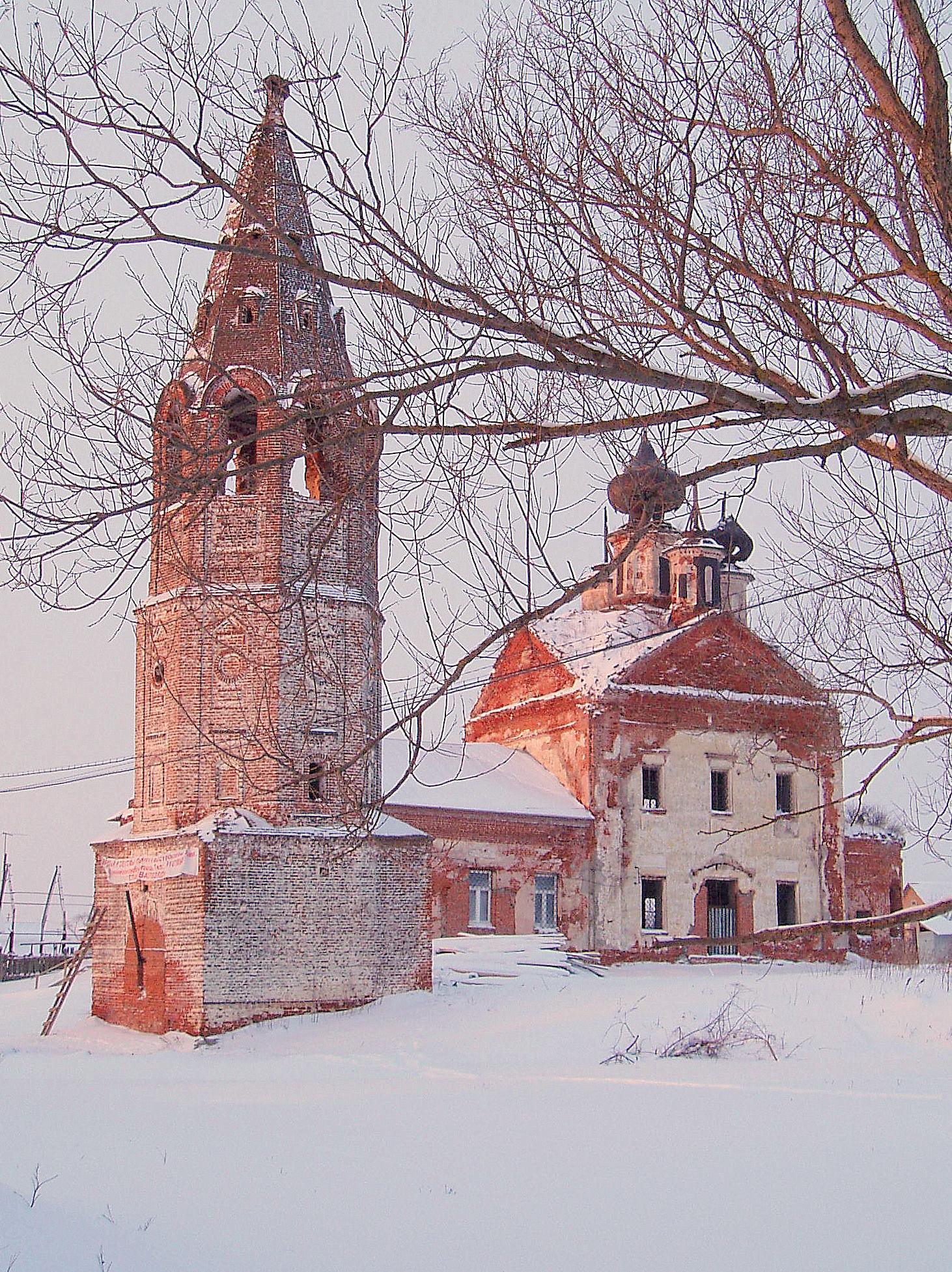
L'église avant restauration sous la lummière du soir (hiver 2010).

Une procession est organisée en juin 2006 à travers le village, avec l'icône de Notre-Dame de Vladimir du monastère d'Oranki et en mai 2007 et 2008 des prières ont lieu à l'église avec l'icône de procession,.
En 2009, la procession avec l'icône atteint le village le 16 juin et le 17 juin une liturgie divine est célébrée à l'église, la première depuis 70 ans, par l'archimandrite Nectaire (Martchenko), supérieur du monastère d'Oranki. À l'automne suivant, l'autel dédié au prophète saint Élie est prêt. La toiture est terminée, le plâtrage d'une partie de l'église est fait, le chauffage est installé, ainsi que l'électricité. L'iconostase est installée avec la bénédiction de l'archevêque Georges de Nijni Novgorod. Les célébrations régulières les dimanches et jours de fête commencent à partir du 5 décembre suivant.
Le 13 février 2010, la coupole et la croix sont élevées au-dessus de la trapeznaïa où se trouve l'autel de saint Élie; les prières et la bénédiction de la coupole et de la croix sont faites par le P. Sviatoskav Koutkovets, doyen de Bogorodsk, et le desservant de la paroisse Saint-Nicolas, le P. David Prokovski. Le premier recteur à temps plein est nommé le 31 mars 2011, le P. Alexis Tatarinov.

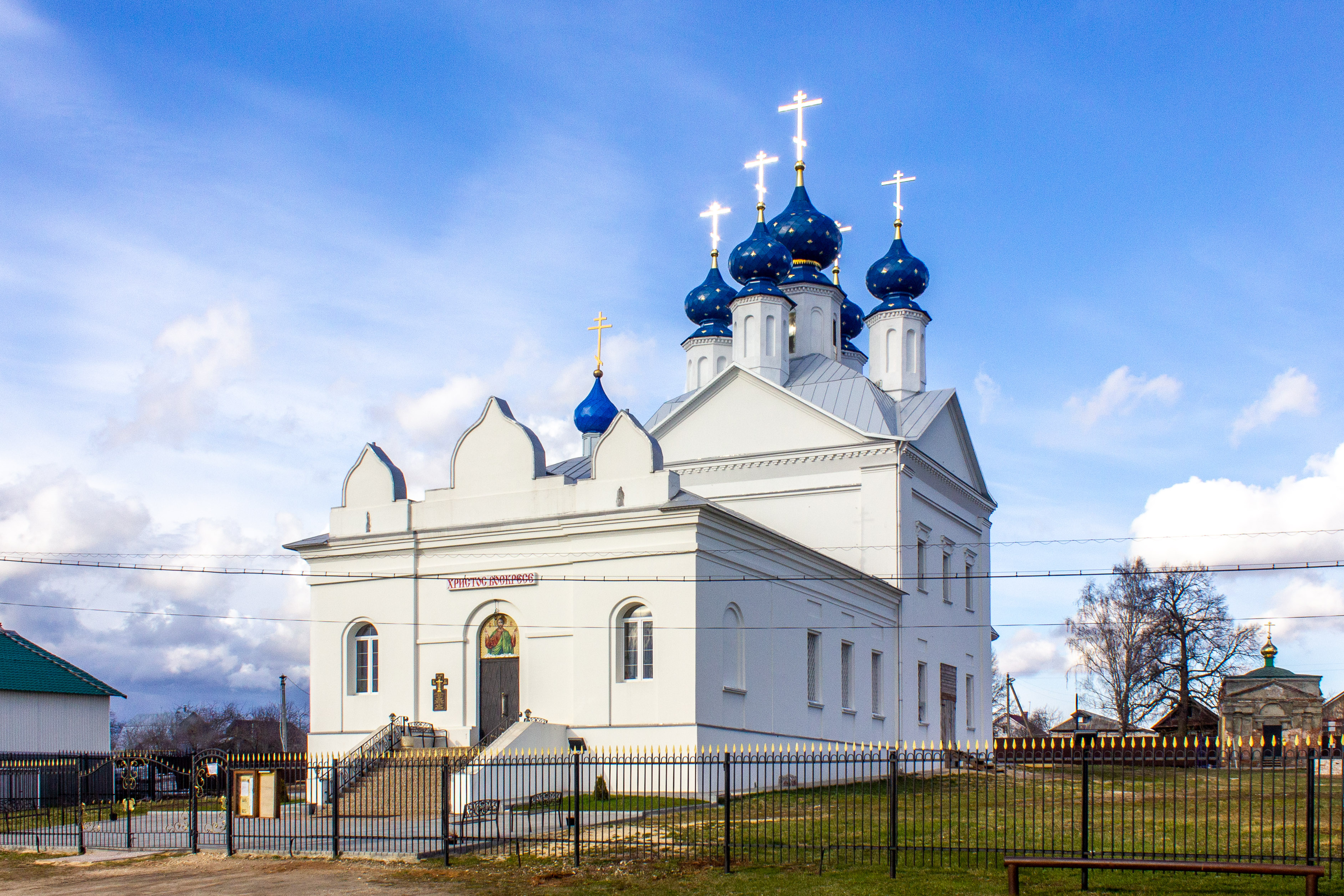
Façade de l'église.
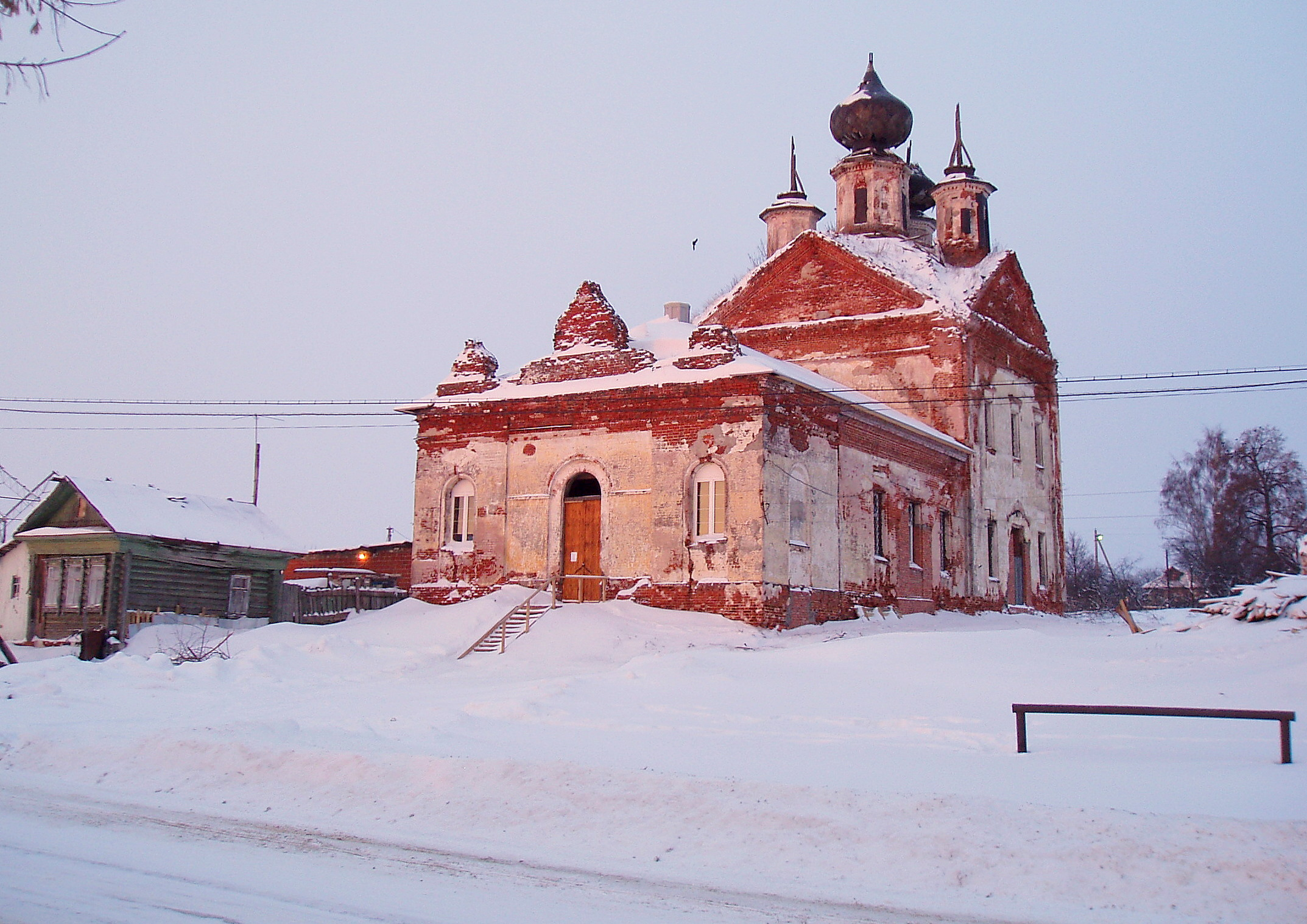
L'église avant restauration en 2010.
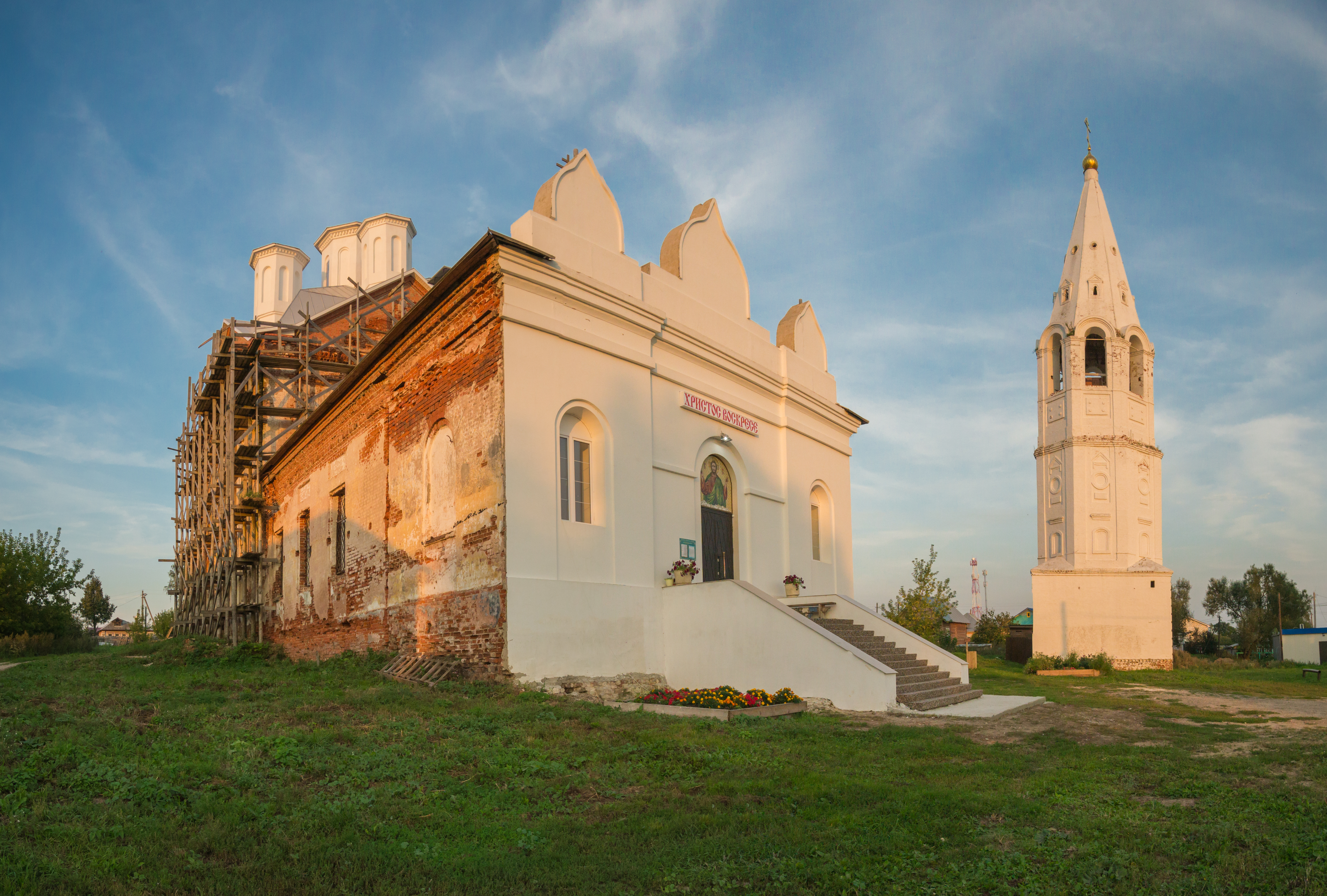
L'église en travaux.
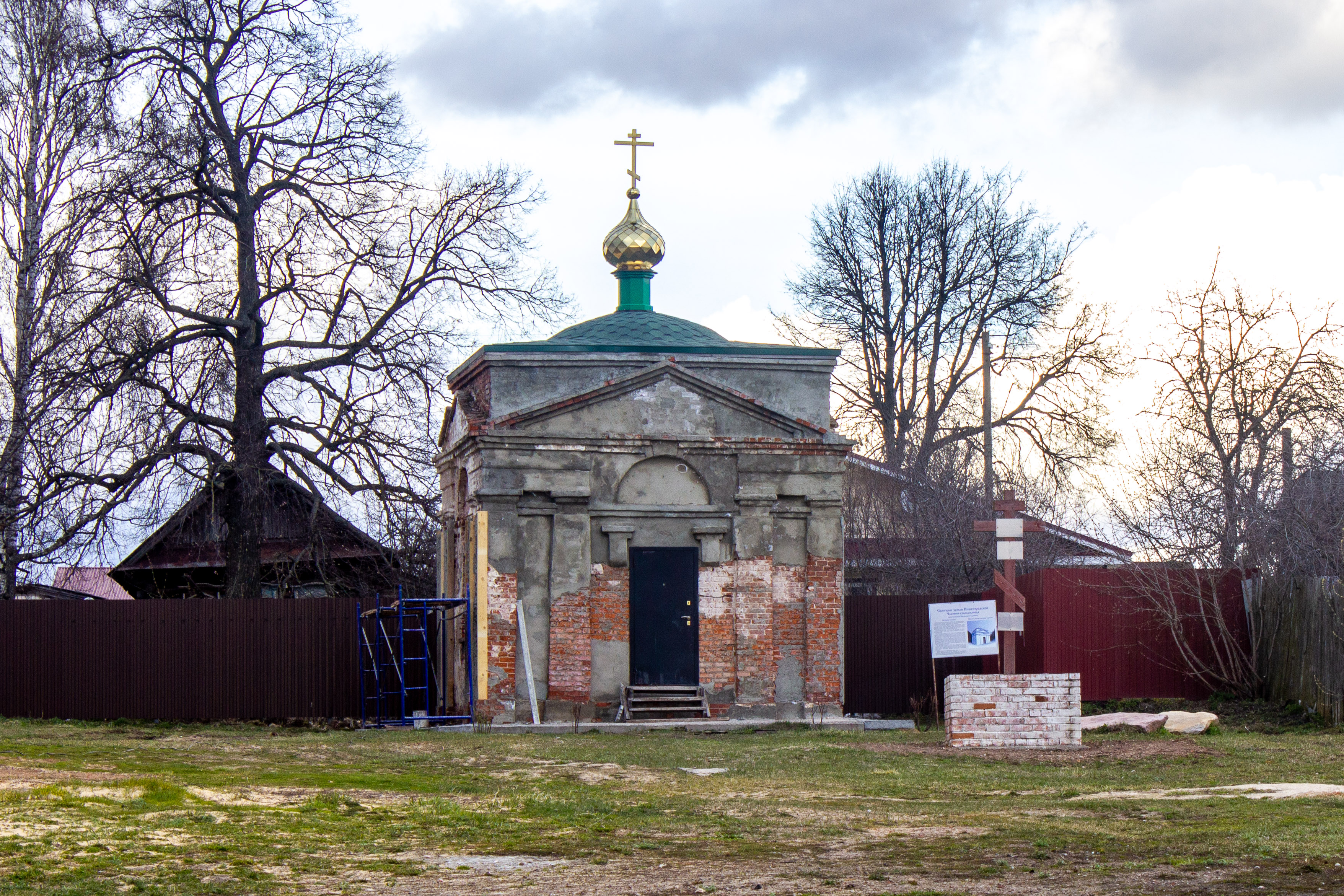
La chapelle Sainte-Sophie en travaux.